# Italië op de Olympische Winterspelen 2002
Tijdens de Olympische Winterspelen van 2002, die in Salt Lake City (Verenigde Staten) werden gehouden, nam Italië voor de negentiende keer deel.

## Medailleoverzicht
| Sport       | Olympiër                                                                           | Discipline                       | Medaille |
| ----------- | ---------------------------------------------------------------------------------- | -------------------------------- | -------- |
| Alpineskiën | Daniela Ceccarelli                                                                 | super g (v)                      | Goud     |
| Langlaufen  | Stefania Belmondo                                                                  | 15 km vrije stijl massastart (v) | Goud     |
| Langlaufen  | Gabriella Paruzzi                                                                  | 30 km klassiek (v)               | Goud     |
| Rodelen     | Armin Zöggeler                                                                     | mannen                           | Goud     |
| Alpineskiën | Isolde Kostner                                                                     | afdaling (v)                     | Zilver   |
| Langlaufen  | Stefania Belmondo                                                                  | 30 km klassiek (v)               | Zilver   |
| Langlaufen  | Fabio Maj Giorgio Di Centa Pietro Piller Cottrer Cristian Zorzi                    | 4x10 km estafette (m)            | Zilver   |
| Shorttrack  | Michele Antonioli Maurizio Carnino Fabio Carta Nicola Franceschina Nicola Rodigari | 5000 m aflossing (m)             | Zilver   |
| Alpineskiën | Karen Putzer                                                                       | super g (v)                      | Brons    |
| Kunstrijden | Barbara Fusar-Poli Maurizio Margaglio                                              | ijsdansen                        | Brons    |
| Langlaufen  | Cristian Zorzi                                                                     | sprint (m)                       | Brons    |
| Langlaufen  | Stefania Belmondo                                                                  | 10 km klassiek (v)               | Brons    |
| Snowboarden | Lidia Trettel                                                                      | parallelreuzenslalom (v)         | Brons    |

## Deelnemers en resultaten
(m) = mannen, (v) = vrouwen 

### Alpineskiën
| Olympiër              | Discipline       | Resultaat | Prestatie                                                        |
| --------------------- | ---------------- | --------- | ---------------------------------------------------------------- |
| Giancarlo Bergamelli  | slalom (m)       | dnf-1     | opgave run 1                                                     |
| Massimiliano Blardone | reuzenslalom (m) | 8e        | 2.24,87 (+1,59) — 1.12,72+1.12,15                                |
| Alessandro Fattori    | afdaling (m)     | 19e       | 1.41,24 (+2,11)                                                  |
| Alessandro Fattori    | super g (m)      | dnf       | opgave                                                           |
| Alessandro Fattori    | combinatie (m)   | 13e       | 3.25,57 (+8,01) afdaling: 1.40,15 slalom: 1.45,42 — 50,30+55,12  |
| Roland Fischnaller    | afdaling (m)     | 17e       | 1.40,85 (+1,72)                                                  |
| Roland Fischnaller    | super g (m)      | 17e       | 1.23,87 (+2,29)                                                  |
| Kristian Ghedina      | afdaling (m)     | 35e       | 1.42,54 (+3,41)                                                  |
| Alan Perathoner       | slalom (m)       | dnf-1     | opgave run 1                                                     |
| Alexander Ploner      | reuzenslalom (m) | dnf-2     | opgave run 2 — 1.12,86+dnf                                       |
| Alessandro Roberto    | reuzenslalom (m) | 22e       | 2.27,53 (+4,25) — 1.14,65+1.12,88                                |
| Giorgio Rocca         | reuzenslalom (m) | 26e       | 2.27,85 (+4,57) — 1.14,91+1.12,94                                |
| Giorgio Rocca         | slalom (m)       | dnf-1     | opgave run 1                                                     |
| Patrick Staudacher    | super g (m)      | 18e       | 1.23,95 (+2,37)                                                  |
| Patrick Staudacher    | combinatie (m)   | 7e        | 3.22,47 (+4,91) afdaling: 1.39,23 slalom: 1.43,24 — 49,51+53,73  |
| Kurt Sulzenbacher     | afdaling (m)     | 22e       | 1.41,56 (+2,43)                                                  |
| Kurt Sulzenbacher     | super g (m)      | 26e       | 1.26,44 (+4,86)                                                  |
| Kurt Sulzenbacher     | combinatie (m)   | dns-s1    | niet gestart slalom run 1 afdaling: 1.41,49                      |
| Edoardo Zardini       | slalom (m)       | dnf-1     | opgave run 1                                                     |
|                       |                  |           |                                                                  |
| Silke Bachmann        | reuzenslalom (v) | 16e       | 2.33,94 (+3,93) — 1.17,92+1.16,02                                |
| Silke Bachmann        | slalom (v)       | 18e       | 1.52,94 (+6,84) — 55,69+57,25                                    |
| Patrizia Bassis       | afdaling (v)     | 17e       | 1.41,56 (+2,00)                                                  |
| Patrizia Bassis       | super g (v)      | dnf       | opgave                                                           |
| Patrizia Bassis       | combinatie (v)   | 21e       | 2.58,08 (+14,80) slalom: 1.41,36 — 52,16+49,20 afdaling: 1.16,72 |
| Daniela Ceccarelli    | afdaling (v)     | 20e       | 1.42,03 (+2,47)                                                  |
| Daniela Ceccarelli    | super g (v)      | Goud      | 1.13,59                                                          |
| Daniela Ceccarelli    | combinatie (v)   | 15e       | 2.51,81 (+8,53) slalom: 1.35,06 — 48,35+46,71 afdaling: 1.16,75  |
| Nicole Gius           | reuzenslalom (v) | 19e       | 2.35,54 (+5,53) — 1.18,58+1.16,96                                |
| Nicole Gius           | slalom (v)       | 10e       | 1.51,01 (+4,91) — 55,57+55,44                                    |
| Denise Karbon         | reuzenslalom (v) | 14e       | 2.33,56 (+3,55) — 1.17,75+1.15,81                                |
| Denise Karbon         | slalom (v)       | dnf-1     | opgave run 1                                                     |
| Isolde Kostner        | afdaling (v)     | Zilver    | 1.40,01 (+0,45)                                                  |
| Isolde Kostner        | super g (v)      | 13e       | 1.14,99 (+1,40)                                                  |
| Karen Putzer          | super g (v)      | Brons     | 1.13,86 (+0,27)                                                  |
| Karen Putzer          | reuzenslalom (v) | 10e       | 2.32,94 (+2,93) — 1.17,43+1.15,51                                |
| Lucia Recchia         | afdaling (v)     | 24e       | 1.42,80 (+3,24)                                                  |
| Lucia Recchia         | combinatie (v)   | 18e       | 2.53,10 (+9,82) slalom: 1.35,82 — 48,88+46,94 afdaling: 1.17,28  |
| Elena Tagliabue       | combinatie (v)   | 19e       | 2.53,96 (+10,68) slalom: 1.36,30 — 49,03+47,27 afdaling: 1.17,66 |
| Sonia Vierin          | slalom (v)       | dnf-1     | opgave run 1                                                     |

### Biatlon
| Olympiër                                                             | Discipline                | Resultaat | Prestatie |
| -------------------------------------------------------------------- | ------------------------- | --------- | --- |
| René Cattarinussi                                                    | 10 km sprint (m)          | 22e       | 26.37,3 (+1.46,0) pen.: 1 (0 + 1) |
| René Cattarinussi                                                    | 12,5 km achtervolging (m) | 20e       | +2.26,3 pen.: 1 (0 + 0 + 1 + 0) |
| René Cattarinussi                                                    | 20 km (m)                 | 21e       | 54.57,2 (+3.53,9) pen.: 2 (0 + 1 + 0 + 1) |
| Devis Da Canal                                                       | 10 km sprint (m)          | 68e       | 28.25,9 (+3.34,6) pen.: 2 (0 + 2) |
| Paolo Longo                                                          | 10 km sprint (m)          | 49e       | 27.31,9 (+2.40,6) pen.: 0 (0 + 0) |
| Paolo Longo                                                          | 12,5 km achtervolging (m) | 37e       | +4.04,2 pen.: 1 (0 + 0 + 0 + 1) |
| Paolo Longo                                                          | 20 km (m)                 | 33e       | 56.11,9 (+5.08,6) pen.: 1 (0 + 1 + 0 + 0) |
| Wilfried Pallhuber                                                   | 10 km sprint (m)          | 50e       | 27.35,7 (+2.44,4) pen.: 1 (0 + 1) |
| Wilfried Pallhuber                                                   | 12,5 km achtervolging (m) | 33e       | +3.45,1 pen.: 2 (1 + 1 + 0 + 0) |
| Wilfried Pallhuber                                                   | 20 km (m)                 | 50e       | 57.33,2 (+6.29,9) pen.: 5 (0 + 2 + 1 + 2) |
| Rene Laurent Vuillermoz                                              | 20 km (m)                 | 72e       | 1:00.00,7 (+9.57,4) pen.: 6 (2 + 1 + 1 + 2) |
| Team Paolo Longo René Cattarinussi Devis Da Canal Wilfried Pallhuber | 4x7,5 km estafette (m)    | 16e       | 1:30.56,3 (+7.14,0) pen.: 5-12 24.02,2 pen.: 3-4 (0-1 + 3-3) 21.20,6 pen.: 0-2 (0-2 + 0-0) 23.38,4 pen.: 2-4 (0-1 + 2-3) 21.55,1 pen.: 0-2 (0-1 + 0-1) |
|                                                                      |                           |           | |
| Katja Haller                                                         | 15 km (v)                 | 47e       | 53.44,0 (+6.14,9) pen.: 2 (2 + 0 + 0 + 0) |
| Siegrid Pallhuber                                                    | 7,5 km sprint (v)         | 68e       | 26.20,9 (+5.39,5) pen.: 4 (1 + 3) |
| Michela Ponza                                                        | 7,5 km sprint (v)         | 46e       | 23.36,9 (+2.55,5) pen.: 2 (0 + 2) |
| Michela Ponza                                                        | 10 km achtervolging (v)   | 38e       | +4.47,0 pen.: 4 (0 + 1 + 2 + 1) |
| Michela Ponza                                                        | 15 km (v)                 | 36e       | 52.13,6 (+4.44,5) pen.: 2 (1 + 0 + 1 + 0) |
| Nathalie Santer                                                      | 7,5 km sprint (v)         | 40e       | 23.14,7 (+2.33,3) pen.: 3 (1 + 2) |
| Nathalie Santer                                                      | 10 km achtervolging (v)   | dns       | niet gestart |
| Nathalie Santer                                                      | 15 km (v)                 | dnf       | opgave |
| Saskia Santer                                                        | 7,5 km sprint (v)         | 36e       | 23.11,2 (+2.29,8) pen.: 2 (2 + 0) |
| Saskia Santer                                                        | 10 km achtervolging (v)   | 42e       | +5.34,1 pen.: 7 (1 + 2 + 2 + 2) |
| Saskia Santer                                                        | 15 km (v)                 | 49e       | 54.14,7 (+6.45,6) pen.: 7 (2 + 2 + 2 + 1) |
| Team Michela Ponza Nathalie Santer Katja Haller Saskia Santer        | 4x7,5 km estafette (v)    | 11e       | 1:34.03,7 (+6.08,7) pen.: 2-9 22.49,3 pen.: 0-0 (0-0 + 0-0) 24.18,8 pen.: 2-5 (0-2 + 2-3) 23.19,8 pen.: 0-0 (0-0 + 0-0) 23.35,8 pen.: 0-4 (0-2 + 0-2)  |

### Bobsleeën
| Olympiër                                                               | Discipline              | Resultaat | Prestatie                                       |
| ---------------------------------------------------------------------- | ----------------------- | --------- | ----------------------------------------------- |
| Günther Huber Antonio Tartaglia                                        | 2-mansbob (m) Italië I  | 8e        | 3.11,64 (+1,53) (47,84 / 47,88 / 47,92 / 48,00) |
| Fabrizio Tosini Cristian La Grassa                                     | 2-mansbob (m) Italië II | 11e       | 3.12,60 (+2,49) (48,04 / 48,16 / 48,03 / 48,37) |
| Fabrizio Tosini Andrea Pais de Libera Massimiliano Rota Giona Cividino | 4-mansbob (m) Italië I  | 19e       | 3.10,96 (+3,45) (47,48 / 47,40 / 48,11 / 47,97) |
| Gerda Weissensteiner Antonella Bellutti                                | 2-mansbob (v) Italië I  | 7e        | 1.39,21 (+1,45) (49,66 / 49,55)                 |

### Freestyleskiën
| Olympiër     | Discipline | Resultaat | Prestatie                    |
| ------------ | ---------- | --------- | ---------------------------- |
| Simone Galli | moguls (m) | 25e       | dnq (kwalificatie: 21,01 p.) |

### Kunstrijden
| Olympiër                              | Discipline | Resultaat | Prestatie                                                 |
| ------------------------------------- | ---------- | --------- | --------------------------------------------------------- |
| Angelo Dolfini                        | mannen     | 26e       | dnq (korte kür: 26)                                       |
| Silvia Fontana                        | vrouwen    | 10e       | 17,5 p. (korte kür: 11 - lange kür: 12)                   |
| Vanessa Giunchi                       | vrouwen    | 20e       | 30,5 p. (korte kür: 21 - lange kür: 20)                   |
| Michela Cobisi Ruben De Prà           | paarrijden | 19e       | 28,5 p. (korte kür: 19 - lange kür: 19)                   |
| Barbara Fusar-Poli Maurizio Margaglio | ijsdansen  | Brons     | 6,0 p. (verpl.1: 3 - verpl.2: 3 - org.: 3 - vrij: 3)      |
| Federica Faiella Massimo Scali        | ijsdansen  | 18e       | 35,4 p. (verpl.1: 18 - verpl.2: 18 - org.: 17 - vrij: 18) |

### Langlaufen
| Olympiër                                                               | Discipline                       | Resultaat | Prestatie                                                                     |
| ---------------------------------------------------------------------- | -------------------------------- | --------- | ----------------------------------------------------------------------------- |
| Giorgio Di Centa                                                       | 15 km klassiek (m)               | 35e       | 40.22,6 (+3.15,2)                                                             |
| Giorgio Di Centa                                                       | 50 km klassiek (m)               | 11e       | 2:12.59,6 (+6.38,8)                                                           |
| Giorgio Di Centa                                                       | achtervolging 10 km+10 km (m)    | 4e        | +4,9 (klassiek:26.30,9 + vrije stijl:23.23,8)                                 |
| Silvio Fauner                                                          | sprint (m)                       | 14e       | dnq, kf 3 (4e): 2.53,9, kwal.:2.51,51 (+1,44)                                 |
| Silvio Fauner                                                          | 30 km vrije stijl massastart (m) | 51e       | 1:19.43,9 (+8.12,9)                                                           |
| Fabio Maj                                                              | 30 km vrije stijl massastart (m) | 13e       | 1:13.43,5 (+2.12,5)                                                           |
| Fabio Maj                                                              | 50 km klassiek (m)               | 14e       | 2:14.32,4 (+8.11,6)                                                           |
| Fabio Maj                                                              | achtervolging 10 km+10 km (m)    | 20e       | +1.01,9 (klassiek:27.16,4 + vrije stijl:23.34,8)                              |
| Pietro Piller Cottrer                                                  | 30 km vrije stijl massastart (m) | 4e        | 1:11.42,8 (+11,8)                                                             |
| Pietro Piller Cottrer                                                  | achtervolging 10 km+10 km (m)    | 6e        | +12,3 (klassiek:27.06,2 + vrije stijl:22.55,2)                                |
| Fabio Santus                                                           | 50 km klassiek (m)               | 26e       | 2:17.41,4 (+11.20,6)                                                          |
| Cristian Saracco                                                       | 15 km klassiek (m)               | 28e       | 39.48,4 (+2.41,0)                                                             |
| Freddy Schwienbacher                                                   | sprint (m)                       | 5e        | B-finale: 2.56,1, hf 2 (3e): 3.00,2, kf 4 (2e): 2.57,7, kwal.:2.53,03 (+2,96) |
| Freddy Schwienbacher                                                   | 15 km klassiek (m)               | 26e       | 39.44,9 (+2.37,5)                                                             |
| Fulvio Valbusa                                                         | sprint (m)                       | 27e       | dnq, kwal.:2.57,60 (+7,53)                                                    |
| Fulvio Valbusa                                                         | 15 km klassiek (m)               | 31e       | 39.50,6 (+2.43,2)                                                             |
| Fulvio Valbusa                                                         | achtervolging 10 km+10 km (m)    | 18e       | +1.00,8 (klassiek:27.30,6 + vrije stijl:23.19,7)                              |
| Cristian Zorzi                                                         | sprint (m)                       | Brons     | Finale: 2.57,2, hf 2 (1e): 2.59,9, kf 3 (2e): 2.52,1, kwal.:2.50,34 (+0,27)   |
| Cristian Zorzi                                                         | 30 km vrije stijl massastart (m) | 9e        | 1:13.10,0 (+1.39,0)                                                           |
| Team Fabio Maj Giorgio Di Centa Pietro Piller Cottrer Cristian Zorzi   | 4x10 km estafette (m)            | Zilver    | 1:32.45,8 (+0,3) 24.35,8 24.38,4 21.47,1 21.44,5                              |
|                                                                        |                                  |           |                                                                               |
| Stefania Belmondo                                                      | 10 km klassiek (v)               | Brons     | 28.45,8 (+40,2)                                                               |
| Stefania Belmondo                                                      | 15 km vrije stijl massastart (v) | Goud      | 39.54,4                                                                       |
| Stefania Belmondo                                                      | 30 km klassiek (v)               | Zilver    | 1:31.01,6 (+4,5)                                                              |
| Stefania Belmondo                                                      | achtervolging 5 km+5 km (v)      | 11e       | +25,4 (klassiek:13.50,4 + vrije stijl:11.45,3)                                |
| Antonella Confortola                                                   | 10 km klassiek (v)               | 34e       | 30.42,2 (+2.36,6)                                                             |
| Antonella Confortola                                                   | 15 km vrije stijl massastart (v) | 16e       | 41.57,8 (+2.03,4)                                                             |
| Antonella Confortola                                                   | 30 km klassiek (v)               | 19e       | 1:37.47,4 (+6.50,3)                                                           |
| Magda Genuin                                                           | sprint (v)                       | 22e       | dnq, kwal.:3.20,28 (+7,52)                                                    |
| Marianna Longa                                                         | 10 km klassiek (v)               | 20e       | 30.04,0 (+1.58,4)                                                             |
| Marianna Longa                                                         | 30 km klassiek (v)               | 33e       | 1:44.02,5 (+13.05,4)                                                          |
| Karin Moroder                                                          | sprint (v)                       | 26e       | dnq, kwal.:3.21,92 (+9,16)                                                    |
| Cristina Paluselli                                                     | 10 km klassiek (v)               | 39e       | 30.59,4 (+2.53,8)                                                             |
| Cristina Paluselli                                                     | achtervolging 5 km+5 km (v)      | 53e       | niet geplaatst vrije stijl (klassiek:14.36,5 + vrije stijl:dnq)               |
| Gabriella Paruzzi                                                      | sprint (v)                       | 8e        | B-finale: 3.26,1, hf 1 (3e): 3.25,3, kf 1 (2e): 3.16,2, kwal.:3.16,11 (+3,35) |
| Gabriella Paruzzi                                                      | 15 km vrije stijl massastart (v) | 6e        | 40.25,7 (+31,3)                                                               |
| Gabriella Paruzzi                                                      | 30 km klassiek (v)               | Goud      | 1:30.57,1                                                                     |
| Gabriella Paruzzi                                                      | achtervolging 5 km+5 km (v)      | 8e        | +8,7 (klassiek:13.33,9 + vrije stijl:11.45,6)                                 |
| Sabina Valbusa                                                         | sprint (v)                       | 17e       | dnq, kwal.:3.19,22 (+6,46)                                                    |
| Sabina Valbusa                                                         | 15 km vrije stijl massastart (v) | 10e       | 40.48,3 (+53,9)                                                               |
| Sabina Valbusa                                                         | achtervolging 5 km+5 km (v)      | 9e        | +12,2 (klassiek:13.41,9 + vrije stijl:11.41,1)                                |
| Team Marianna Longa Gabriella Paruzzi Sabina Valbusa Stefania Belmondo | 4x5 km estafette (v)             | 6e        | 50.38,6 (+1.08,0) 14.14,2 13.13,2 11.41,3 11.29,9                             |

### Rodelen
| Olympiër                                  | Discipline | Resultaat | Prestatie                                             |
| ----------------------------------------- | ---------- | --------- | ----------------------------------------------------- |
| Armin Zöggeler                            | mannen     | Goud      | 2.57,941 (44,546 / 44,521 / 44,296 / 44,578)          |
| Wilfried Huber                            | mannen     | 9e        | 2.59,319 (+1,378) (44,851 / 44,814 / 44,611 / 45,043) |
| Reinhold Rainer                           | mannen     | 12e       | 2.59,754 (+1,813) (44,927 / 44,801 / 44,814 / 45,212) |
| Waltraud Schiefer                         | vrouwen    | 16e       | 2.55,716 (+3,252) (44,209 / 43,798 / 43,879 / 43,830) |
| Natalie Obkircher                         | vrouwen    | 17e       | 2.55,727 (+3,263) (44,632 / 43,657 / 43,905 / 43,533) |
| Maria Feichter                            | vrouwen    | 22e       | 2.56,450 (+3,986) (44,042 / 43,999 / 44,050 / 44,359) |
| Gerhard Plankensteiner Oswald Haselrieder | dubbel     | 7e        | 1.26,616 (+0,534) (43,278 / 43,338)                   |
| Christian Oberstolz Patrick Gruber        | dubbel     | 17e       | 1.29,303 (+3,221) (45,882 / 43,421)                   |

### Schaatsen
| Olympiër           | Discipline   | Resultaat | Prestatie                     |
| ------------------ | ------------ | --------- | ----------------------------- |
| Davide Carta       | 500 m (m)    | 23e       | 1.11,39 (+2,16) — 35,70+35,69 |
| Davide Carta       | 1000 m (m)   | 26e       | 1.09,81 (+2,63)               |
| Stefano Donagrandi | 1500 m (m)   | 24e       | 1.47,72 (+3,77)               |
| Stefano Donagrandi | 5000 m (m)   | 20e       | 6.32,37 (+17,71)              |
| Enrico Fabris      | 1500 m (m)   | 26e       | 1.47,83 (+3,88)               |
| Enrico Fabris      | 5000 m (m)   | 16e       | 6.30,19 (+15,53)              |
| Dino Gillarduzzi   | 500 m (m)    | 30e       | 1.12,69 (+3,46) — 36,42+36,27 |
| Dino Gillarduzzi   | 1000 m (m)   | 36e       | 1.10,96 (+3,78)               |
| Ermanno Ioriatti   | 500 m (m)    | dnf       | opgave — 36,30+dns            |
| Roberto Sighel     | 1500 m (m)   | 31e       | 1.48,40 (+4,45)               |
| Roberto Sighel     | 5000 m (m)   | 7e        | 6.25,11 (+10,45)              |
| Roberto Sighel     | 10.000 m (m) | 7e        | 13.26,19 (+27,27)             |
|                    |              |           |                               |
| Nicola Mayr        | 1500 m (v)   | 27e       | 2.00,73 (+6,71)               |
| Nicola Mayr        | 3000 m (v)   | 22e       | 4.15,79 (+18,09)              |
| Chiara Simionato   | 500 m (v)    | 16e       | 1.16,92 (+2,17) — 38,45+38,47 |
| Chiara Simionato   | 1000 m (v)   | 10e       | 1.14,86 (+1,03)               |
| Chiara Simionato   | 1500 m (v)   | 16e       | 1.58,52 (+4,50)               |

### Schansspringen
| Olympiër      | Discipline              | Resultaat | Prestatie |
| ------------- | ----------------------- | --------- | --- |
| Roberto Cecon | normale schans ind. (m) | 19e       | 233,0 p. — 117,0 p. (91,0 m) + 116,0 p. (91,5 m) kwalificatie volgens wereldbekerranglijst: 88,0 p. (103,5 m)    |
| Roberto Cecon | grote schans ind. (m)   | 19e       | 225,6 p. — 113,0 p. (120,0 m) + 112,6 p. (119,5 m) kwalificatie volgens wereldbekerranglijst: 125,0 p. (118,0 m) |

### Shorttrack
| Olympiër                                                                           | Discipline           | Resultaat | Prestatie                                                                         |
| ---------------------------------------------------------------------------------- | -------------------- | --------- | --------------------------------------------------------------------------------- |
| Fabio Carta                                                                        | 500 m (m)            | 9e        | dnq, kf 1 (3e): 43,113, vr 5 (1e): 43,787                                         |
| Fabio Carta                                                                        | 1000 m (m)           | 6e        | B-finale: 1.35,589, hf 2 (3e): 1.27,492, kf 1 (1e): 1.28,186, vr 5 (1e): 1.28,520 |
| Fabio Carta                                                                        | 1500 m (m)           | 4e        | Finale: 2.18,947, hf 2 (1e): 2.25,072, vr 2 (1e): 2.26,644                        |
| Nicola Franceschina                                                                | 500 m (m)            | 12e       | dnq, kf 2: diskwalificatie, vr 8 (1e): 42,876                                     |
| Nicola Rodigari                                                                    | 1000 m (m)           | 13e       | dnq, kf 3 (3e): 1.27,578, vr 2 (2e): 1.30,991                                     |
| Nicola Rodigari                                                                    | 1500 m (m)           | 14e       | dnq, hf 1 (5e): 2.53,907, vr 5 (2e): 2.19,067                                     |
| Michele Antonioli Maurizio Carnino Fabio Carta Nicola Franceschina Nicola Rodigari | 5000 m aflossing (m) | Zilver    | Finale: 6.56,327, hf 2 (2e): 7.10,787                                             |
|                                                                                    |                      |           |                                                                                   |
| Marta Capurso                                                                      | 500 m (v)            | 11e       | dnq, kf 1 (3e): 45,137, vr 4 (1e): 46,313                                         |
| Katia Zini                                                                         | 1000 m (v)           | dq        | dnq, vr 4: diskwalificatie                                                        |
| Katia Zini                                                                         | 1500 m (v)           | 27e       | dnq, vr 5 (6e): 3.19,248                                                          |
| Mara Zini                                                                          | 500 m (v)            | 8e        | B-finale: 45,494, hf 1 (4e): 44,531, kf 4 (2e): 44,876, vr 7 (2e): 45,556         |
| Mara Zini                                                                          | 1000 m (v)           | 11e       | dnq, kf 4 (3e): 1.33,880, vr 7 (2e): 1.33,697                                     |
| Mara Zini                                                                          | 1500 m (v)           | 9e        | B-finale: 2.32,513, hf 3 (4e): 2.32,899, vr 2 (2e): 2.27,553                      |
| Marinella Canclini Marta Capurso Evelina Rodigari Katia Zini Mara Zini             | 3000 m aflossing (v) | 5e        | B-finale: 4.20,014, hf 1 (3e): 4.18,131                                           |

### Skeleton
| Olympiër         | Discipline | Resultaat | Prestatie                     |
| ---------------- | ---------- | --------- | ----------------------------- |
| Christian Steger | mannen     | 19e       | 1.44,40 (+2,44) — 52,25+52,15 |
| Dany Locati      | vrouwen    | 9e        | 1.46,65 (+1,54) — 53,19+53,46 |

### Snowboarden
| Olympiër                    | Discipline                   | Resultaat | Prestatie |
| --------------------------- | ---------------------------- | --------- | --- |
| Giacomo Kratter             | halfpipe (m)                 | 4e        | 42,0 p. kwal. 1: 39,8 q |
| Walter Feichter             | parallel- reuzen- slalom (m) | 8e        | kwalificatie: 37,33 (14e) ronde 1: wint van Daniel Biveson, SWE (+1.78)(-1.78) 0.00 kwartfinale: verliest van Chris Klug, USA (+1.78)(-0.75) +1.03 |
| Roland Fischnaller          | parallel- reuzen- slalom (m) | 19e       | dnq kwalificatie: 37,70 |
| Kurt Niederstätter          | parallel- reuzen- slalom (m) | 22e       | dnq kwalificatie: 38,22 |
| Simone Salvati              | parallel- reuzen- slalom (m) | dq        | dnq kwalificatie: diskwalificatie |
| Alessandra Pescosta         | halfpipe (v)                 | 16e       | dnq kwal. 1: 16,7 kwal. 2:27,4 |
| Lidia Trettel               | parallel- reuzen- slalom (v) | Brons     | kwalificatie: 41,94 (3e) ronde 1: wint van Jana Šedová, SVK (-2.07)(-0.04) -2.11 kwartfinale: wint van Isabella Dal Balcon, ITA (-1.52)(-2.07) -3.59 halve finale: verliest van Karine Ruby, FRA (-1.92)(+2.07) +0.15 bronzen finale: wint van Jagna Marczułajtis, POL (+0.17)(-dq) |
| Isabella Dal Balcon         | parallel- reuzen- slalom (v) | 7e        | kwalificatie: 42,26 (6e) ronde 1: wint van Katharina Himmler, GER (-0.29)(+0.06) -0.23 kwartfinale: verliest van Lidia Trettel, ITA (+1.52)(+2.07) +3.59 |
| Dagmar Mair unter der Eggen | parallel- reuzen- slalom (v) | 9e        | kwalificatie: 42,32 (8e) ronde 1: verliest van Jagna Marczułajtis, POL (+0.62)(-0.01) +0.61 |
| Marion Posch                | parallel- reuzen- slalom (v) | 12e       | kwalificatie: 42,59 (12e) ronde 1: verliest van Julie Pomagalski, FRA (-0.94)(+2.07) +1.13 |

Amerikaanse Maagdeneilanden · Andorra · Argentinië · Armenië · Australië · Azerbeidzjan · België · Bermuda · Bosnië en Herzegovina · Brazilië · Bulgarije · Canada · Chili · China · Chinees Taipei · Costa Rica · Cyprus · Denemarken · Duitsland · Estland · Fiji · Finland · Frankrijk · Georgië · Griekenland · Groot-Brittannië · Hongarije · Hongkong · Ierland · IJsland · India · Iran · Israël · Italië · Jamaica · Japan · Joegoslavië · Kameroen · Kazachstan · Kenia · Kirgizië · Kroatië · Letland · Libanon · Liechtenstein · Litouwen · Macedonië · Mexico · Moldavië · Monaco · Mongolië · Nederland · Nepal · Nieuw-Zeeland · Noorwegen · Oekraïne · Oezbekistan · Oostenrijk · Polen · Roemenië · Rusland · San Marino · Slovenië · Slowakije · Spanje · Tadzjikistan · Thailand · Trinidad en Tobago · Tsjechië · Turkije · Venezuela · Verenigde Staten · Wit-Rusland · Zuid-Afrika · Zuid-Korea · Zweden · Zwitserland

Uitgesloten van deelname: Puerto Rico